# 16e méridien ouest
En géographie, le 16e méridien ouest est le méridien joignant les points de la surface de la Terre dont la longitude est égale à 16° ouest.

## Géographie

### Dimensions
Comme tous les autres méridiens, la longueur du 16e méridien correspond à une demi-circonférence terrestre, soit 20 003,932 km. Au niveau de l'équateur, il est distant du méridien de Greenwich de 1 781 km,.
Avec le 164e méridien est, il forme un grand cercle passant par les pôles géographiques terrestres.

### Régions traversées
En commençant par le pôle Nord et descendant vers le sud au pôle Sud, Le 16e méridien ouest passe par:
| Coordonnées          | Pays, territoire ou mer | Notes |
| -------------------- | ----------------------- | --- |
| 90° 00′ N, 16° 00′ O | Océan Arctique          | |
| 81° 45′ N, 16° 00′ O | Groenland               | |
| 80° 21′ N, 16° 00′ O | Océan Atlantique        | Mer du Groenland |
| 66° 31′ N, 16° 00′ O | Islande                 | |
| 64° 07′ N, 16° 00′ O | Océan Atlantique        | Passe juste à l'est de l'île de Porto Santo, Portugal (à 33° 05′ N, 16° 17′ O) Passe juste à l'ouest de l'île Selvagem Grande, Portugal (à 30° 08′ N, 15° 52′ O) Passe juste à l'est de l'île Selvagem Pequena, Portugal (at 30° 02′ N, 16° 02′ O) Passe juste à l'est de l'île de Tenerife, Espagne (at 28° 33′ N, 16° 07′ O) Passe juste à l'ouest de l'île de Gran Canaria, Espagne (à 27° 55′ N, 15° 49′ O) |
| 23° 39′ N, 16° 00′ O | Sahara Occidental       | Péninsule de Dakhla— Revendiqué Maroc |
| 23° 38′ N, 16° 00′ O | Océan Atlantique        | |
| 23° 22′ N, 16° 00′ O | Sahara Occidental       | Revendiqué par le Maroc |
| 21° 20′ N, 16° 00′ O | Mauritanie              | Passe par Nouakchott (at 18° 06′ N, 16° 00′ O) |
| 16° 30′ N, 16° 00′ O | Sénégal                 | |
| 13° 35′ N, 16° 00′ O | Gambie                  | |
| 13° 10′ N, 16° 00′ O | Sénégal                 | |
| 12° 27′ N, 16° 00′ O | Guinée-Bissau           | Continent et Île Pecixe |
| 11° 48′ N, 16° 00′ O | Océan Atlantique        | |
| 11° 34′ N, 16° 00′ O | Guinée-Bissau           | Archipel des Bijagos |
| 11° 02′ N, 16° 00′ O | Océan Atlantique        | |
| 60° 00′ S, 16° 00′ O | Océan Austral           | |
| 72° 18′ S, 16° 00′ O | Antarctique             | Terre de la Reine-Maud, revendiquée par la Norvège |